# Phoracantha northamensis
Phoracantha northamensis är en skalbaggsart som först beskrevs av Mckeown 1948.  Phoracantha northamensis ingår i släktet Phoracantha och familjen långhorningar. Inga underarter finns listade i Catalogue of Life.